# 出身別の人名記事一覧の一覧
出身別の人名記事一覧の一覧（しゅっしんべつのじんめいきじいちらんのいちらん）では、生地、国籍、民族、宗教、学校など、出身別に分類された人名の一覧記事を掲載する。

## 生地、国籍
△=その記事の中に一覧のようなものがある記事

### アフリカ
- アルジェリア人の一覧
- アンゴラ人の一覧
- ウガンダ人の一覧
- エジプト出身人物の一覧
  - 分野・時代別のエジプト出身人物の一覧
- エスワティニ出身者の一覧
- エチオピア人の一覧
- エリトリア人の一覧

- ガーナ人の一覧
- カーボベルデ人の一覧
- ガボン人の一覧
- カメルーン人の一覧
- ガンビア人の一覧
- ギニア人の一覧
- ギニアビサウ人の一覧
- ケニア人の一覧
- コートジボワール人の一覧
- コモロ人の一覧
- コンゴ共和国出身人物の一覧
- コンゴ民主共和国出身人物の一覧

- サントメ・プリンシペ出身人物の一覧
- ザンビア人の一覧
- シエラレオネ人の一覧
- ジブチ人の一覧
- ジンバブエ人の一覧
- スーダン人の一覧
- セーシェル人の一覧
- 赤道ギニア出身人物の一覧
- セネガル人の一覧
- ソマリア人の一覧

- タンザニア出身人物の一覧
- 中央アフリカ共和国出身人物の一覧
- チュニジア人の一覧
- トーゴ人の一覧

- ナイジェリア人の一覧
- ナミビア人の一覧
- ニジェール人の一覧

- ブルキナファソ人の一覧
- ブルンジ人の一覧
- ベナン人の一覧
- ボツワナ人の一覧

- マダガスカル人の一覧
- マラウイ人の一覧
- マリ共和国出身人物の一覧
- 南アフリカ人の一覧
- 南スーダン人の一覧
- モーリシャス人の一覧
- モーリタニア人の一覧
- モザンビーク人の一覧
- モロッコ人の一覧

- リビア人の一覧
- リベリア人の一覧
- ルワンダ人の一覧
- レソト人の一覧

### アメリカ大陸
- 北米出身者の一覧
  - カナダ人の一覧
  - アメリカ合衆国の人物一覧
  - メキシコ人の一覧
- 中南米出身者の一覧
  - アルゼンチン人の一覧
  - アンティグア・バーブーダの人物一覧
  - ウルグアイ人の一覧
  - エクアドル人の一覧
  - エルサルバドル人の一覧
  - ガイアナ人の一覧
  - キューバ人の一覧
  - グアテマラ人の一覧
  - グレナダ人の一覧
  - コスタリカ人の一覧
  - コロンビア人の一覧
  - ジャマイカ人の一覧
  - スリナム人の一覧
  - セントクリストファー・ネイビス連邦の人物一覧
  - セントビンセント・グレナディーンの人物一覧
  - セントルシア人の一覧
  - チリ人の一覧
  - ドミニカ共和国の人物一覧
  - ドミニカ国の人物一覧
  - トリニダード・トバゴの人物一覧
  - ニカラグア人の一覧
  - ハイチ人の一覧
  - パナマ人の一覧
  - バハマ人の一覧
  - パラグアイ人の一覧
  - バルバドス人の一覧
  - ブラジル人の一覧
  - ベネズエラ人の一覧
  - ベリーズ人の一覧
  - ペルー人の一覧
  - ボリビア人の一覧
  - ホンジュラス人の一覧

### ヨーロッパ

#### 国
- アイスランド人の一覧
- アイルランド人の一覧
- アルバニア人の一覧
- アンドラ人の一覧
- イギリス人の一覧
- イタリア人の一覧
- ウクライナ人の一覧
- エストニア人の一覧
- オーストリア人の一覧
- オランダ人の一覧
- 北マケドニア人の一覧
- ギリシャ人の一覧
  - ギリシア人の一覧 (時代順)
- クロアチア人の一覧
- サンマリノ人の一覧
- スイス人 △
  - スイス人の一覧
- スウェーデン人の一覧
- スペイン人の一覧
- スロバキア △
  - スロバキア人の一覧
- スロベニア △
  - スロベニア人の一覧
- セルビア・モンテネグロ △
  - セルビア人の一覧
  - モンテネグロ人の一覧
  - コソボ人の一覧
- チェコ人の一覧
- デンマーク人の一覧
- ドイツ人の一覧
  - ドイツ人一覧 (分野別)
- ノルウェー人の一覧
- バチカン人の一覧
- ハンガリー人の一覧
- フィンランド人の一覧
- フェロー諸島関係記事の一覧 △
  - フェロー諸島人の一覧
- フランス人の一覧
- ブルガリア人の一覧
- ベラルーシ人の一覧
- ベルギー人の一覧
- ポーランド人の一覧
- ボスニア・ヘルツェゴビナ △
  - ボスニア・ヘルツェゴビナ人の一覧
- ポルトガル人の一覧
- マルタ人の一覧
- モナコ人の一覧
- モルドバ人の一覧
- ラトビア人の一覧
- リトアニア人の一覧
- リヒテンシュタイン人の一覧
- ルーマニア人の一覧
- ルクセンブルク △
  - ルクセンブルク人の一覧
- ロシア人の一覧

#### 都市
- ウィーン出身の人物
- シュトゥットガルトの人物
- ドルトムントの人物
- ハノーファーの出身者一覧
- フランクフルト・アム・マインの人物

#### その他
- アルザス＝ロレーヌ出身者の一覧
- ガリチア・ブコヴィナ出身者の一覧
- ブルターニュ出身者の一覧
- プロイセン出身者の一覧

### アジア

#### 国
- アゼルバイジャン △
  - アゼルバイジャン人の一覧
- アフガニスタン出身者の一覧
- アラブ首長国連邦の人物一覧
- アルメニア人の一覧
- イエメン△
  - イエメンの人物一覧
- イスラエル人の一覧
- イラク人の一覧
  - イラク地方出身者の一覧（有史以来）
- イラン人の一覧（ペルシア人の一覧）
- インド人の一覧
  - 分野・時代別のインド人の一覧
- インドネシア出身者の一覧
- ウズベキスタン △
- オマーン出身者の一覧
- カタール出身者の一覧
- 韓国の著名人一覧
- カンボジアの人物一覧
- キプロス人の一覧
- キルギス関係記事の一覧△
- クウェート人の一覧
- サウジアラビア出身者の一覧
- ジョージア人の一覧
- シリア人の一覧
- シンガポール出身者の一覧
- スリランカの人物一覧
- タイの人物一覧
- 台湾の人物一覧
- タジキスタン関係記事の一覧 △
- 朝鮮民主主義人民共和国の著名人一覧
- 中央アジア出身者の一覧
- 中国人の一覧
  - 分野・時代別の中国人の一覧
  - 香港人の一覧
  - マカオ人の一覧
- トルクメニスタン △
- トルコ人の一覧
- ネパール人の一覧
- バーレーン人の一覧
- パキスタン人△
  - パキスタン人の一覧
- バングラデシュの人物一覧
- 東ティモール出身者の一覧
- フィリピン △
  - フィリピン人の一覧
- ブータン人の一覧
- ブルネイ出身者の一覧
- ベトナム △
  - ベトナム人の一覧
- マレーシア人の一覧
- ミャンマー人の一覧
- モルディブの人物一覧
- モンゴル人の一覧
- ヨルダン人の一覧
- ラオス人の一覧
- レバノン人の一覧

#### 都市
- 上海市出身の人物一覧

#### その他
- 樺太出身者の一覧
- 台湾人の一覧
- パレスチナ人の一覧

### オセアニア
- オーストラリア人の一覧
- キリバス人の一覧
- クック諸島人の一覧
- サモア人の一覧
- ソロモン諸島関係記事の一覧 △
  - ソロモン諸島人の一覧
- トンガ人の一覧
- ナウル人の一覧
- ニウエ人の一覧
- ニュージーランド人の一覧
- バヌアツ人の一覧
- パプアニューギニア人の一覧
- パラオ人の一覧
- フィジー人の一覧
- マーシャル諸島人の一覧
- ミクロネシア連邦人の一覧

### 在日外国人

#### ヨーロッパ
- 在日イギリス人△
- 在日ウクライナ人△
- 在日ドイツ人△
- 在日モルドバ人△
- 在日ルーマニア人△
- 在日ロシア人△

#### アジア
- 在日アゼルバイジャン人△
- 在日イラン人△
- 在日インド人△
- 在日インドネシア人
- 在日韓国・朝鮮人の一覧
- 在日カンボジア人
- 在日ジョージア人△
- 在日シリア人△
- 在日トルコ人△
- 在日パキスタン人△
- 在日バングラデシュ人△
- 在日フィリピン人△
- 在日ブルネイ人
- 在日ベトナム人△

#### アフリカ
- 在日エジプト人△
- 在日ガーナ人△
- 在日カメルーン人△
- 在日ギニア人△
- 在日ケニア人△
- 在日コートジボワール人△
- 在日コンゴ民主共和国人△
- 在日ジンバブエ人△
- 在日セネガル人△
- 在日タンザニア人△
- 在日ナイジェリア人△
- 在日ブルキナファソ人△
- 在日ベナン人△
- 在日南アフリカ人△

#### アメリカ州 （アメリカ大陸）
- 在日アルゼンチン人△
- 在日ウルグアイ人△
- 在日エルサルバドル人△
- 在日カナダ人△
- 在日コスタリカ人△
- 在日コロンビア人△
- 在日ニカラグア人△
- 在日パナマ人△
- 在日ベネズエラ人△
- 在日ホンジュラス人△
- 在日メキシコ人△
- 在日キューバ人△

#### オセアニア
- 在日オーストラリア人△
- 在日サモア人△
- 在日トンガ人△
- 在日ニュージーランド人△
- 在日フィジー人△

### 日本
- 日本人の一覧

#### 日本の地域（都道府県、市町村）
- 北海道出身の人物一覧
  - 札幌市出身の人物一覧
- 青森県出身の人物一覧
- 岩手県出身の人物一覧
- 宮城県出身の人物一覧
  - 仙台の著名人一覧
- 秋田県出身の人物一覧
- 山形県出身の人物一覧
- 福島県出身の人物一覧
- 茨城県出身の人物一覧
- 栃木県出身の人物一覧
- 群馬県出身の人物一覧
- 埼玉県出身の人物一覧
  - さいたま市出身の人物一覧
- 千葉県出身の人物一覧
  - 千葉市出身の人物一覧
- 東京都出身の人物一覧
- 神奈川県出身の人物一覧
  - 横浜市出身の人物一覧
  - 川崎市出身の人物一覧
  - 相模原市出身の人物一覧
- 新潟県出身の人物一覧
  - 新潟市出身の人物一覧
- 富山県出身の人物一覧
- 石川県出身の人物一覧
- 福井県出身の人物一覧
- 山梨県出身の人物一覧
- 長野県出身の人物一覧
- 岐阜県出身の人物一覧
- 静岡県出身の人物一覧
  - 静岡市出身の人物一覧
  - 浜松市出身の人物一覧
- 愛知県出身の人物一覧
  - 愛知県出身の文化人一覧
  - 名古屋市出身の人物一覧
- 三重県出身の人物一覧
- 滋賀県出身の人物一覧
- 京都府出身の人物一覧
  - 京都市出身の人物一覧
- 大阪府出身の人物一覧
  - 大阪市出身の人物一覧
  - 堺市出身の人物一覧
- 兵庫県出身の人物一覧
  - 神戸市出身の人物一覧
- 奈良県出身の人物一覧
- 和歌山県出身の人物一覧
- 鳥取県出身の人物一覧
- 島根県出身の人物一覧
- 岡山県出身の人物一覧
  - 岡山市出身の人物一覧
- 広島県出身の人物一覧
  - 広島市出身の人物一覧
- 山口県出身の人物一覧
- 徳島県出身の人物一覧
- 香川県出身の人物一覧
- 愛媛県出身の人物一覧
- 高知県出身の人物一覧
- 福岡県出身の人物一覧
  - 北九州市出身の人物一覧
  - 福岡市出身の人物一覧
- 佐賀県出身の人物一覧
- 長崎県出身の人物一覧
- 熊本県出身の人物一覧
  - 熊本市出身の人物一覧
- 大分県出身の人物一覧
- 宮崎県出身の人物一覧
- 鹿児島県出身の人物一覧
- 沖縄県出身の人物一覧

## 民族、宗教
- アイヌの一覧
- アラブ人 △
- アルメニア人の一覧
- 先住アメリカ人の一覧
- バスク人 △
- 客家人の一覧
- フェニキア人 △
- ロマ △
- 日系人 △

## 学校

### 大学
- イーストマン音楽学校の人物一覧
- エコールノルマル音楽院の人物一覧
- エストニア音楽アカデミーの人物一覧
- オックスフォード大学の人物一覧
- カーティス音楽学校の人物一覧
- カールスルーエ音楽大学の人物一覧
- キエフ音楽院の人物一覧
- キジアーナ音楽院の人物一覧
- ギルドホール音楽演劇学校の人物一覧
- グネーシン音楽大学の人物一覧
- ケルン音楽舞踊大学の人物一覧
- コロンビア大学の人物一覧
- サンタ・チェチーリア国立アカデミアの人物一覧
- シベリウス音楽院の人物一覧
- 上海音楽学院の人物一覧
- シュテルン音楽院の人物一覧
- ジュネーヴ音楽院の人物一覧
- ショパン音楽アカデミーの人物一覧
- ストックホルム音楽大学の人物一覧
- ソウル大学校の人物一覧
- デンマーク音楽アカデミーの人物一覧
- ナポリ音楽院の人物一覧
- ニューイングランド音楽院の人物一覧
- ハーグ王立音楽院の人物一覧
- バーゼル音楽院の人物一覧
- ハーバード大学の人物一覧
  - ハーバード大学に関係する日本人の一覧
- ブカレスト国立音楽大学の人物一覧
- フライブルク音楽大学の人物一覧
- フランクフルト音楽・舞台芸術大学の人物一覧
- ブリュッセル王立音楽院の人物一覧
- 北京大学の人物一覧
- ボストン音楽院の人物一覧
- マドリード音楽院の人物一覧
- マンハッタン音楽学校の人物一覧
- ミネソタ大学の人物一覧
- ミュンヘン音楽・演劇大学の人物一覧
- ミラノ音楽院の人物一覧
- リスト・フェレンツ音楽大学の人物一覧
- ロンドン・スクール・オブ・エコノミクスの関係者

#### 日本の大学
参考：人名一覧#日本の大学（地方別）
- 愛知大学の人物一覧
- 愛知学院大学の人物一覧
- 愛知教育大学の人物一覧
- 愛知県立大学の人物一覧
- 愛知県立芸術大学の人物一覧
- 愛知工業大学の人物一覧
- 愛知淑徳大学の人物一覧
- 愛知東邦大学の人物一覧
- 会津大学の人物一覧
- 青森大学の人物一覧
- 青森公立大学の人物一覧
- 青山学院大学の人物一覧
- 秋田大学の人物一覧
- 秋田公立美術大学の人物一覧
- 旭川大学の人物一覧
- 亜細亜大学の人物一覧
- 芦屋大学の人物一覧
- 茨城大学の人物一覧
- 医療創生大学の人物一覧
- 岩手大学の人物一覧
- 岩手医科大学の人物一覧
- 岩手県立大学の人物一覧
- 宇都宮大学の人物一覧
- 愛媛大学の人物一覧
- エリザベト音楽大学の人物一覧
- 追手門学院大学の人物一覧
- 桜美林大学の人物一覧
- 大分大学の人物一覧
- 大阪大学の人物一覧
- 大阪医科大学の人物一覧
- 大阪大谷大学の人物一覧
- 大阪音楽大学の人物一覧
- 大阪外国語大学の人物一覧
- 大阪学院大学の人物一覧
- 大阪教育大学の人物一覧
- 大阪経済大学の人物一覧
- 大阪芸術大学の人物一覧
- 大阪工業大学の人物一覧
- 大阪国際大学の人物一覧
- 大阪歯科大学の人物一覧
- 大阪樟蔭女子大学の人物一覧
- 大阪商業大学の人物一覧
- 大阪市立大学の人物一覧
- 大阪体育大学の人物一覧
- 大阪電気通信大学の人物一覧
- 大阪府立大学の人物一覧
- 大妻女子大学の人物一覧
- 大手前大学の人物一覧
- 岡山大学の人物一覧
- 沖縄国際大学の人物一覧
- 小樽商科大学の人物一覧
- お茶の水女子大学の人物一覧
- 帯広畜産大学の人物一覧
- 嘉悦大学の人物一覧
- 香川大学の人物一覧
- 学習院大学の人物一覧
- 学習院女子大学の人物一覧
- 鹿児島大学の人物一覧
- 鹿児島国際大学の人物一覧
- 活水女子大学の人物一覧
- 神奈川大学の人物一覧
- 神奈川歯科大学の人物一覧
- 金沢大学の人物一覧
- 金沢医科大学の人物一覧
- 金沢学院大学の人物一覧
- 金沢工業大学の人物一覧
- 金沢星稜大学の人物一覧
- 金沢美術工芸大学の人物一覧
- 鹿屋体育大学の人物一覧
- 川崎医科大学の人物一覧
- 川崎医療福祉大学の人物一覧
- 関西大学の人物一覧
- 関西医科大学の人物一覧
- 関西外国語大学の人物一覧
- 関西国際大学の人物一覧
- 関西学院大学の人物一覧
- 神田外語大学の人物一覧
- 関東学院大学の人物一覧
- 北九州市立大学の人物一覧
- 北里大学の人物一覧
- 北見工業大学の人物一覧
- 吉備国際大学の人物一覧
- 岐阜大学の人物一覧
- 岐阜聖徳学園大学の人物一覧
- 九州大学の人物一覧
- 九州共立大学の人物一覧
- 九州工業大学の人物一覧
- 九州国際大学の人物一覧
- 九州産業大学の人物一覧
- 京都大学の人物一覧
- 京都外国語大学の人物一覧
- 京都教育大学の人物一覧
- 京都工芸繊維大学の人物一覧
- 京都産業大学の人物一覧
- 京都情報大学院大学の人物
- 京都女子大学の人物一覧
- 京都市立芸術大学の人物一覧
- 京都精華大学の人物一覧
- 京都芸術大学の人物一覧
- 京都府立大学の人物一覧
- 京都府立医科大学の人物一覧
- 京都薬科大学の人物一覧
- 共立薬科大学の人物一覧
- 杏林大学の人物一覧
- 近畿大学の人物一覧
- 金城学院大学の人物一覧
- 国立音楽大学の人物一覧
- 熊本大学の人物一覧
- 熊本学園大学の人物一覧
- 熊本県立大学の人物一覧
- 久留米大学の人物一覧
- 群馬大学の人物一覧
- 慶應義塾大学の人物一覧
- 工学院大学の人物一覧
- 皇學館大学の人物一覧
- 高知大学の人物一覧
- 甲南大学の人物一覧
- 甲南女子大学の人物一覧
- 神戸大学の人物一覧
- 神戸学院大学の人物一覧
- 神戸芸術工科大学の人物一覧
- 神戸国際大学の人物一覧
- 神戸女学院大学の人物一覧
- 神戸女子大学の人物一覧
- 高野山大学の人物一覧
- 郡山女子大学の人物一覧
- 國學院大學の人物一覧
- 国際医療福祉大学の人物一覧
- 国際基督教大学の人物一覧
- 国士舘大学の人物一覧
- 駒澤大学の人物一覧
- 埼玉大学の人物一覧
- 埼玉医科大学の人物一覧
- サイバー大学の人物一覧
- 佐賀大学の人物一覧
- 札幌医科大学の人物一覧
- 札幌学院大学の人物一覧
- 札幌大学の人物一覧
- 滋賀大学の人物一覧
- 滋賀県立大学の人物一覧
- 至学館大学の人物一覧
- 四国大学の人物一覧
- 静岡大学の人物一覧
- 静岡県立大学の人物一覧
- 静岡産業大学の人物一覧
- 静岡文化芸術大学の人物一覧
- 実践女子大学の人物一覧
- 芝浦工業大学の人物一覧
- 島根大学の人物一覧
- 下関市立大学の人物一覧
- 淑徳大学の人物一覧
- 首都大学東京の人物一覧
- 順天堂大学の人物一覧
- 城西大学の人物一覧
- 城西国際大学の人物一覧
- 上智大学の人物一覧
- 上武大学の人物一覧
- 昭和音楽大学の人物一覧
- 昭和大学の人物一覧
- 昭和女子大学の人物一覧
- 昭和薬科大学の人物一覧
- 女子美術大学の人物一覧
- 白百合女子大学の人物一覧
- 信州大学の人物一覧
- 水産大学校の人物一覧
- 椙山女学園大学の人物一覧
- 駿河台大学の人物一覧
- 成安造形大学の人物一覧
- 成蹊大学の人物一覧
- 星槎道都大学の人物一覧
- 成城大学の人物一覧
- 聖心女子大学の人物一覧
- 清泉女子大学の人物一覧
- 西南学院大学の人物一覧
- 聖マリアンナ医科大学の人物一覧
- 聖隷クリストファー大学の人物一覧
- 摂南大学の人物一覧
- 専修大学の人物一覧
- 洗足学園音楽大学の人物一覧
- 創価大学の人物一覧
- 総合研究大学院大学の人物一覧
- 創造学園大学の人物一覧
- 大正大学の人物一覧
- 大東文化大学の人物一覧
- 高崎経済大学の人物一覧
- 高崎商科大学の人物一覧
- 高千穂大学の人物一覧
- 宝塚大学の人物一覧
- 拓殖大学の人物一覧
- 玉川大学の人物一覧
- 多摩美術大学の人物一覧
- 千葉大学の人物一覧
- 千葉工業大学の人物一覧
- 千葉商科大学の人物一覧
- 中央大学の人物一覧
- 中央学院大学の人物一覧
- 中京大学の人物一覧
- 筑波大学の人物一覧
- 津田塾大学の人物一覧
- 都留文科大学の人物一覧
- 帝京大学の人物一覧
- 帝京平成大学の人物一覧
- 帝塚山大学の人物一覧
- 電気通信大学の人物一覧
- 天理大学の人物一覧
- 東亜同文書院大学の人物一覧
- 東海大学の人物一覧
- 東海学院大学の人物一覧
- 東海学園大学の人物一覧
- 東京大学の人物一覧
- 東京医科大学の人物一覧
- 東京医科歯科大学の人物一覧
- 東京音楽大学の人物一覧
- 東京外国語大学の人物一覧
- 東京海洋大学の人物一覧
- 東京学芸大学の人物一覧
- 東京家政学院大学の人物一覧
- 東京教育大学の人物一覧
- 東京基督教大学の人物一覧
- 東京経済大学の人物一覧
- 東京芸術大学の人物一覧
- 東京工科大学の人物一覧
- 東京工業大学の人物一覧
- 東京工芸大学の人物一覧
- 東京国際大学の人物一覧
- 東京歯科大学の人物一覧
- 東京慈恵会医科大学の人物一覧
- 東京情報大学の人物一覧
- 東京女子大学の人物一覧
- 東京女子医科大学の人物一覧
- 東京女子体育大学の人物一覧
- 東京造形大学の人物一覧
- 東京電機大学の人物一覧
- 東京都市大学の人物一覧
- 東京農業大学の人物一覧
- 東京農工大学の人物一覧
- 東京福祉大学の人物一覧
- 東京薬科大学の人物一覧
- 東京理科大学の人物一覧
- 同志社大学の人物一覧
- 同志社女子大学の人物一覧
- 東邦音楽大学の人物一覧
- 東邦大学の人物一覧
- 桐朋学園大学の人物一覧
- 東北大学の人物一覧
- 東北医科薬科大学の人物一覧
- 東北学院大学の人物一覧
- 東北芸術工科大学の人物一覧
- 東北福祉大学の人物一覧
- 東北文化学園大学の人物一覧
- 東洋大学の人物一覧
- 東洋英和女学院大学の人物一覧
- 東洋学園大学の人物一覧
- 徳島大学の人物一覧
- 徳島文理大学の人物一覧
- 常葉大学の人物一覧
- 獨協大学の人物一覧
- 獨協医科大学の人物一覧
- 鳥取大学の人物一覧
- 富山大学の人物一覧
- 豊橋技術科学大学の人物一覧
- 長崎大学の人物一覧
- 長崎県立大学の人物一覧
- 長崎国際大学の人物一覧
- 中村学園大学の人物一覧
- 名古屋音楽大学の人物一覧
- 名古屋大学の人物一覧
- 名古屋外国語大学の人物一覧
- 名古屋学院大学の人物一覧
- 名古屋経済大学の人物一覧
- 名古屋工業大学の人物一覧
- 名古屋市立大学の人物一覧
- 奈良学園大学の人物一覧
- 奈良教育大学の人物一覧
- 奈良県立医科大学の人物一覧
- 奈良女子大学の人物一覧
- 鳴門教育大学の人物一覧
- 南山大学の人物一覧
- 新潟大学の人物一覧
- 新潟医療福祉大学の人物一覧
- 西九州大学の人物一覧
- 二松學舍大学の人物一覧
- 日本体育大学の人物一覧
- 日本大学の人物一覧
- 日本医科大学の人物一覧
- 日本経済大学の人物一覧
- 日本歯科大学の人物一覧
- 日本女子大学の人物一覧
- 日本文理大学の人物一覧
- ノースアジア大学の人物一覧
- 白鷗大学の人物一覧
- 羽衣国際大学の人物一覧
- 一橋大学の人物一覧
- 姫路獨協大学の人物一覧
- 兵庫医科大学の人物一覧
- 兵庫教育大学の人物一覧
- 兵庫県立大学の人物一覧
- 弘前大学の人物一覧
- 広島大学の人物一覧
- 広島修道大学の人物一覧
- 広島女学院の人物一覧
- 広島市立大学の人物一覧
- フェリス女学院大学の人物一覧
- 福井大学の人物一覧
- 福井県立大学の人物一覧
- 福岡教育大学の人物一覧
- 福岡経済大学の人物一覧
- 福岡工業大学の人物一覧
- 福岡女子大学の人物一覧
- 福岡大学の人物一覧
- 福島大学の人物一覧
- 福島県立医科大学の人物一覧
- 富士大学の人物一覧
- 藤女子大学の人物一覧
- 藤田医科大学の人物一覧
- 佛教大学の人物一覧
- 文教大学の人物一覧
- 平成音楽大学の人物一覧
- 平成国際大学の人物一覧
- 別府大学の人物一覧
- 防衛大学校の人物一覧
- 防衛医科大学校の人物一覧
- 法政大学の人物一覧
- 放送大学の人物一覧
- 北星学園大学の人物一覧
- 北陸大学の人物一覧
- 保健医療経営大学の人物一覧
- 星薬科大学の人物一覧
- 北海学園大学の人物一覧
- 北海商科大学の人物一覧
- 北海道大学の人物一覧
- 北海道医療大学の人物一覧
- 北海道科学大学の人物一覧
- 北海道教育大学の人物一覧
- 北海道東海大学の人物一覧
- 北海道薬科大学の人物一覧
- 前橋工科大学の人物一覧
- 松山大学の人物一覧
- 三重大学の人物一覧
- 宮城大学の人物一覧
- 宮城教育大学の人物一覧
- 宮崎大学の人物一覧
- 武庫川女子大学の人物一覧
- 武蔵大学の人物一覧
- 武蔵野大学の人物一覧
- 武蔵野音楽大学の人物一覧
- 武蔵野美術大学の人物一覧
- 室蘭工業大学の人物一覧
- 明海大学の人物一覧
- 明治大学の人物一覧
- 明治学院大学の人物一覧
- 明治薬科大学の人物一覧
- 名城大学の人物一覧
- 明星大学の人物一覧
- 目白大学の人物一覧
- 桃山学院大学の人物一覧
- 盛岡大学出身の人物一覧
- 森ノ宮医療大学の人物一覧
- 山形大学の人物一覧
- 山口大学の人物一覧
- 大和大学の人物一覧
- 山梨大学の人物一覧
- 山梨学院大学の人物一覧
- 横浜国立大学の人物一覧
- 横浜市立大学の人物一覧
- 酪農学園大学の人物一覧
- 立教大学の人物一覧
- 立正大学の人物一覧
- 立命館大学の人物一覧
- 琉球大学の人物一覧
- 龍谷大学の人物一覧
- 流通経済大学の人物一覧
- 和歌山大学の人物一覧
- 和光大学の人物一覧
- 早稲田大学の人物一覧

### 日本の旧制高等学校
- 第一高等学校 (旧制)の人物一覧

### 日本の新制高等学校・中高一貫校
- 愛知県立旭丘高等学校の人物一覧
- 青森県立弘前高等学校の人物一覧
- 秋田県立秋田高等学校の人物一覧
- 麻布中学校・高等学校の人物一覧
- 茨城県立土浦第一高等学校の人物一覧
- 大阪府立北野高等学校の人物一覧
- 大阪府立高津高等学校の人物一覧
- 大阪府立清水谷高等学校の人物一覧
- 海城中学校・高等学校の人物一覧
- 開成中学校・高等学校の人物一覧
- 神奈川県立湘南高等学校の人物一覧
- 京都府立洛北高等学校・附属中学校の人物一覧
- 熊本県立熊本高等学校人物一覧
- 慶應義塾高等学校の人物一覧
- 攻玉社中学校・高等学校の人物一覧
- 埼玉県立浦和高等学校の人物一覧
- 佐賀県立佐賀西高等学校の人物一覧
- 修道中学校・修道高等学校の人物一覧
- 崇徳中学校・高等学校の人物一覧
- 千葉県立千葉中学校・高等学校の人物一覧
- 筑波大学附属駒場中学校・高等学校の人物一覧
- 筑波大学附属中学校・高等学校の人物一覧
- 東京都立青山高等学校の人物一覧
- 東京都立小石川高等学校の人物一覧
- 東京都立新宿高等学校の人物一覧
- 東京都立戸山高等学校の人物一覧
- 東京都立西高等学校の人物一覧
- 東京都立日比谷高等学校の人物一覧
- 東京都立富士高等学校の人物一覧
- 東京都立両国高等学校の人物一覧
- 灘中学校・高等学校の人物一覧
- 新田高等学校の人物一覧
- 日本大学第三中学校・高等学校の人物一覧
- 日本大学豊山中学校・高等学校の人物一覧
- 兵庫県立神戸高等学校の人物一覧
- 広島県立広島国泰寺高等学校の人物一覧
- 広島大学附属中学校・高等学校の人物一覧
- 福井県立藤島高等学校の人物一覧
- 福岡県立修猷館高等学校の人物一覧
- 福岡県立福岡高等学校の人物一覧
- 福島県立会津高等学校人物一覧
- 北海道札幌南高等学校の人物一覧
- 堀越高等学校の人物一覧
- 宮城県仙台第二高等学校人物一覧
- 武蔵中学校・高等学校の人物一覧
- 明星中学校・高等学校の人物一覧
- 目黒日本大学中学校・高等学校の人物一覧
- 山梨県立甲府第一高等学校の人物一覧
- 早稲田大学系属早稲田実業学校の人物一覧
- 早稲田大学高等学院の人物一覧
- 早稲田中学校・高等学校の人物一覧

## その他
- 国別のノーベル賞受賞者